# Marc Mundell
Pour les articles homonymes, voir Mundell.
Marc Mundell (né le 7 juillet 1983 à Pietermaritzburg) est un athlète sud-africain, spécialiste de la marche athlétique. 

## Biographie
Lors du 50 km marche des Jeux olympiques de 2012, Marc Mundell termine 32e de l'épreuve et bat le record d'Afrique sur la distance en 3 h 55 min 32 s. Il détenait déjà le précédent record en 3 h 57 min 57 s, réalisé à Saransk en mai 2012 à l'occasion de la coupe du monde de marche.
En mars 2021 il améliore son propre record d'Afrique du 50 km marche et le porte à 3 h 53 min 9 s.

### Palmarès
| Date | Compétition     | Lieu           | Résultat | Épreuve      | Performance     |
| ---- | --------------- | -------------- | -------- | ------------ | --------------- |
| 2012 | Jeux olympiques | Londres        | 32e      | 50 km marche | 3 h 55 min 32 s |
| 2016 | Jeux olympiques | Rio de Janeiro | 38e      | 50 km marche | 4 h 11 min 03 s |
| 2021 | Jeux olympiques | Sapporo        | 40e      | 50 km marche | 4 h 14 min 37 s |

### Records
| Épreuve      | Performance          | Lieu    | Date         |
| ------------ | -------------------- | ------- | ------------ |
| 20 km marche | 1 h 26 min 12 s      | Dublin  | 7 mars 2020  |
| 50 km marche | 3 h 53 min 09 s (AR) | Dudince | 20 mars 2021 |